# XT98自動步槍
XT98自动步枪為中華民國聯勤205廠為副狙擊手（觀測手）所設計及生產的半自動狙擊步槍，与T93狙擊步槍搭配使用。XT98沿用M14自动步枪的槍機結構，並加以改造，目前已製作出多把樣槍。據傳使用1996年台海危機期間向美方訂購的M14自動步槍來改造。

## 改進及衍生型
- XT105多用途突擊步槍
- XT107多用途突擊步槍

## 性能諸元
- 口徑：7.62mm
- 有效射程：800m
- 槍身全長：1030mm(槍托收縮)、1100mm(槍托伸展)
- 精度：2 MOA (100公尺以內)
- 全重：7公斤(含光学瞄準鏡、兩腳架，不含彈匣)
- 膛線：5條，285 mm/轉
- 彈匣：10發、20發